# Rio Preto
Rio Preto é um município brasileiro, situado na região da Zona da Mata do estado de Minas Gerais. De acordo com o censo demográfico do Instituto Brasileiro de Geografia e Estatística, a população recenseada em 2022 era de 5 141 habitantes.

## História
O Vale do Rio Preto foi inicialmente habitado pelos Índios Coroados, cujo território se estendia da vertente sul da Serra da Mantiqueira até o rio Paraíba do Sul. O processo de colonização desses índios teve início no aldeamento da atual cidade de Valença, no Rio de Janeiro.
A colonização se deu com a busca por ouro na região conhecida como Sertão do Rio Preto, resultando na proibição da abertura de novos caminhos pela Coroa Portuguesa. O lugarejo que deu origem à cidade de Rio Preto, chamado Registro de Rio Preto, tornou-se ponto oficial de passagem do ouro para o Rio de Janeiro.
A produção cafeeira impulsionou o desenvolvimento da cidade no século XIX, marcando seu auge econômico e político. Em 1844, Rio Preto foi elevado à categoria de vila e, em 1871, alcançou o status de cidade. O crescimento continuou com a construção da Igreja Matriz de Nosso Senhor dos Passos, inauguração da linha férrea e outros marcos.
No entanto, o declínio econômico na virada do século afetou a região cafeicultora, levando ao esvaziamento e redirecionamento para a pecuária leiteira. Atualmente, Rio Preto destaca-se pelo turismo, especialmente no ecoturismo, devido à sua diversidade natural e à herança das fazendas do ciclo cafeeiro.

## Turismo
O município possui diversas cachoeiras, rios e morros, e as famosas fazendas da época do Império permanecem até hoje. Existem, ainda, lugares pouco explorados, dentre eles a Gruta do Funil, numa área toda coberta por areia branca e fina. Seu carnaval é muito famoso, considerado o melhor de toda região.

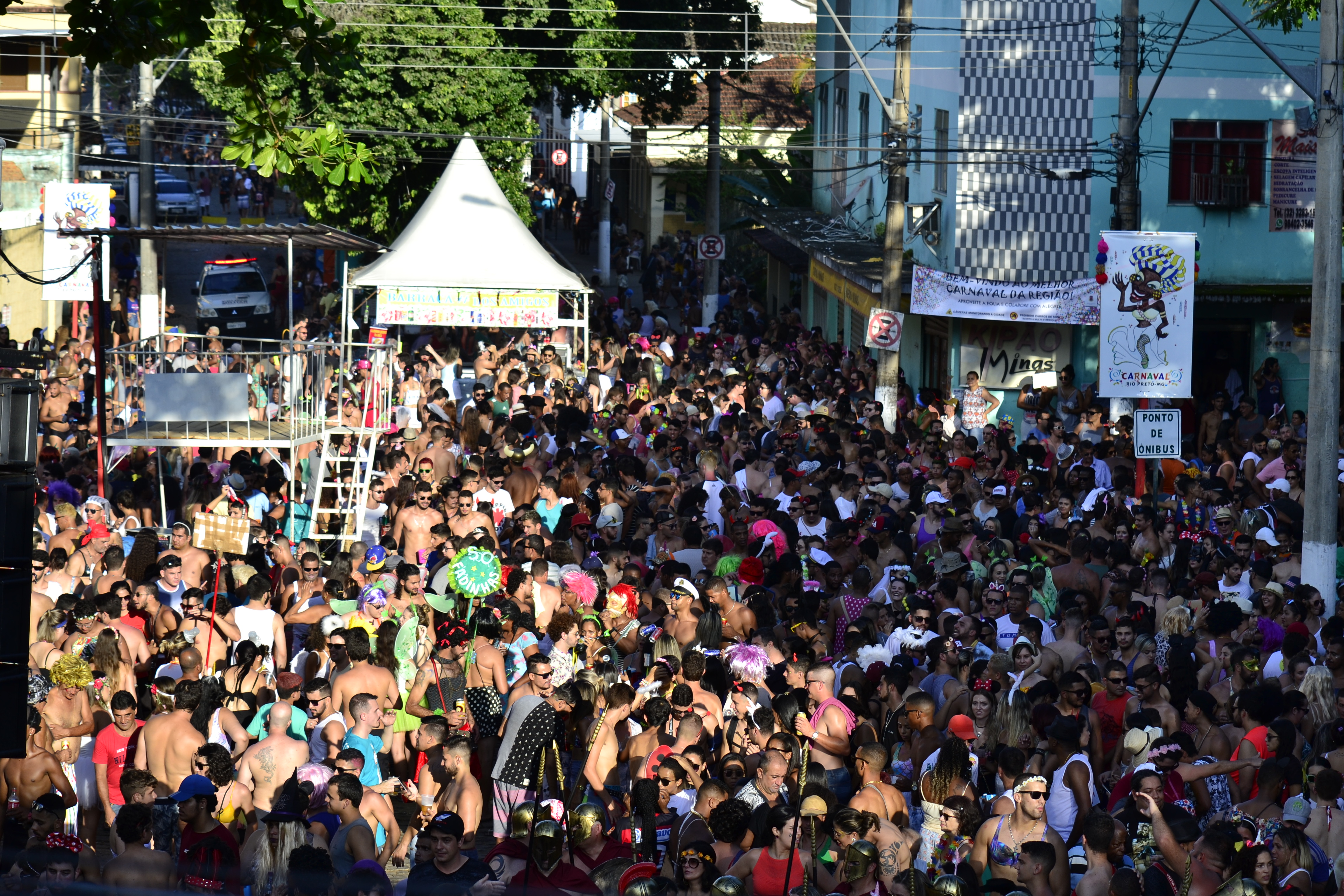
Bloco de Carnaval nas ruas da cidade